# Швеция на летних Олимпийских играх 1948
Швеция принимала участие в Летних Олимпийских играх 1948 года в Лондоне (Великобритания), и завоевала 44 медали, из которых 16 золотые, 11 серебряные и 17 бронзовые. Сборную страны представлял 181 спортсмен (162 мужчины, 19 женщин).

## Медалисты
| Медаль  | Спортсмен | Вид спорта                  | Дисциплина                                 |
| ------- | --- | --------------------------- | ------------------------------------------ |
| Золото  | Хенрю Эрикссон | Лёгкая атлетика             | Мужчины, 1500 м                            |
| Золото  | Туре Шёстранд | Лёгкая атлетика             | Мужчины, 3000 м с препятствиями            |
| Золото  | Юн Микаэльссон | Лёгкая атлетика             | Мужчины, ходьба 10 км                      |
| Золото  | Йон Юнгрен | Лёгкая атлетика             | Мужчины, ходьба 50 км                      |
| Золото  | Арне Оман | Лёгкая атлетика             | Мужчины, тройной прыжок                    |
| Золото  | Торстен Линдберг Калле Свенссон Кнут Нурдаль Эрик Нильссон Биргер Росенгрен Бертиль Нурдаль Суне Андерссон Гуннар Грен Гуннар Нурдаль Хенрю Карлссон Нильс Лидхольм Бёрье Леандер | Футбол                      | Мужчины                                    |
| Золото  | Вилльям Грут | Современное пятиборье       | Мужчины, личное первенство                 |
| Золото  | Курт Петтерсен | Борьба                      | Мужчины, греко-римская борьба, до 57 кг    |
| Золото  | Густав Фреий | Борьба                      | Мужчины, греко-римская борьба, до 67 кг    |
| Золото  | Йёста Андерссон | Борьба                      | Мужчины, греко-римская борьба, до 73 кг    |
| Золото  | Аксель Грёнберг | Борьба                      | Мужчины, греко-римская борьба, до 79 кг    |
| Золото  | Карл-Эрик Нильссон | Борьба                      | Мужчины, греко-римская борьба, до 87 кг    |
| Золото  | Герт Фредрикссон | Гребля на байдарках и каноэ | Мужчины, байдарки-одиночки, 1000 м         |
| Золото  | Герт Фредрикссон | Гребля на байдарках и каноэ | Мужчины, байдарки-одиночки, 10.000 м       |
| Золото  | Ханс Берглунд Леннарт Клингстрём | Гребля на байдарках и каноэ | Мужчины, байдарки-двойки, 1000 м           |
| Золото  | Гуннар Окерлунд Ханс Веттерстрём | Гребля на байдарках и каноэ | Мужчины, байдарки-двойки, 10.000 м         |
| Серебро | Фольке Болин Хуго Юнсон Йёста Бродин | Парусный спорт              | Класс «Дракон»                             |
| Серебро | Гуннар Нильссон | Бокс                        | Мужчины, свыше 80 кг                       |
| Серебро | Олле Андерберг | Борьба                      | Мужчины, греко-римская борьба, до 62 кг    |
| Серебро | Тор Нильссон | Борьба                      | Мужчины, греко-римская борьба, свыше 87 кг |
| Серебро | Ивар Шёлин | Борьба                      | Мужчины, вольная борьба, до 62 кг          |
| Серебро | Йёста Френдфорс | Борьба                      | Мужчины, вольная борьба, до 67 кг          |
| Серебро | Бертиль Антонссон | Борьба                      | Мужчины, вольная борьба, свыше 87 кг       |
| Серебро | Роберт Сельфельт Олоф Старе Сигурд Свенссон | Конный спорт                | Конное троеборье, командное первенство     |
| Серебро | Леннарт Странд | Лёгкая атлетика             | Мужчины, 1500 м                            |
| Серебро | Эрик Эльмсетер | Лёгкая атлетика             | Мужчины, 3000 м с препятствиями            |
| Серебро | Ингемар Юханссон | Лёгкая атлетика             | Мужчины, ходьба 10 км                      |
| Бронза  | Йёста Магнуссон | Тяжёлая атлетика            | Мужчины, до 82,5 кг                        |
| Бронза  | Франк Сервелль Карл Форсселль Бенгт Юнгквист Свен Тофельт Пер Карлесон Арне Тольбом                                                                                               | Фехтование                  | Мужчины, шпага, командное первенство       |
| Бронза  | Йёста Ердин | Современное пятиборье       | Мужчины, личное первенство                 |
| Бронза  | Торе Хольм Торстен Лорд Мартин Хиндорфф Карл-Роберт Амельн Йёста Сален | Парусный спорт              | Класс «6 метров»                           |
| Бронза  | Туре Юханссон | Борьба                      | Мужчины, вольная борьба, до 52 кг          |
| Бронза  | Эрик Линден | Борьба                      | Мужчины, вольная борьба, до 79 кг          |
| Бронза  | Бенгт Фальквист | Борьба                      | Мужчины, вольная борьба, до 87 кг          |
| Бронза  | Свен Лундквист | Стрельба                    | Мужчины, скоростной пистолет, 25 м         |
| Бронза  | Торстен Ульман | Стрельба                    | Мужчины, пистолет, 50 м                    |
| Бронза  | Юнас Юнссон | Стрельба                    | Мужчины, малокалиберная винтовка, 50 м     |
| Бронза  | Густаф Адольф Больтенстерн-младший | Конный спорт                | Выездка, личное первенство                 |
| Бронза  | Роберт Сельфельт | Конный спорт                | Конное троеборье, личное первенство        |
| Бронза  | Бертиль Альбертссон | Лёгкая атлетика             | Мужчины, 10.000 м                          |
| Бронза  | Руне Ларссон | Лёгкая атлетика             | Мужчины, 400 м с барьерами                 |
| Бронза  | Йёте Хагстрём | Лёгкая атлетика             | Мужчины, 3000 м с препятствиями            |
| Бронза  | Курт Лундквист Ларс-Эрик Вольфбрандт Фольке Альневик Руне Ларссон | Лёгкая атлетика             | Мужчины, эстафета 4×400 м                  |
| Бронза  | Анн-Бритт Лейман | Лёгкая атлетика             | Женщины, прыжки в длину                    |

## Результаты соревнований

### Академическая гребля
Соревнования по академической гребле на Олимпийских играх 1948 года проходили в гребном центре в Хенли-он-Темс, где ежегодно проводятся соревнования Королевской регаты. Из-за недостаточной ширины гребного канала в одном заезде могли стартовать не более трёх лодок. В следующий раунд из каждого заезда проходили только победители гонки.
Мужчины
| Соревнование | Спортсмены                          | Предварительный заезд | Предварительный заезд | Предварительный заезд | Отборочный заезд | Отборочный заезд | Отборочный заезд | Полуфинал             | Полуфинал             | Полуфинал             | Финал                 | Финал                 |
| Соревнование | Спортсмены                          | Заезд                 | Время                 | Место                 | Заезд            | Время            | Место            | Заезд                 | Время                 | Место                 | Время                 | Место                 |
| ------------ | ----------------------------------- | --------------------- | --------------------- | --------------------- | ---------------- | ---------------- | ---------------- | --------------------- | --------------------- | --------------------- | --------------------- | --------------------- |
| одиночки     | Курт Бруннквист                     | 3                     | 7:47,2                | 2                     | 2                | 7:27,0           | 3                | завершил выступление  | завершил выступление  | завершил выступление  | завершил выступление  | завершил выступление  |
| двойки       | Эверт Гуннарссон Бернт Торбернтссон | 3                     | 7:36,3                | 3                     | 3                | 7:34,9           | 2                | завершили выступление | завершили выступление | завершили выступление | завершили выступление | завершили выступление |